# Ustup Skalistyj
Ustup Skalistyj är en bergstopp i Antarktis. Den ligger i Östantarktis. Australien gör anspråk på området. Toppen på Ustup Skalistyj är 70 meter över havet.
Terrängen runt Ustup Skalistyj är platt. Trakten är obefolkad. Det finns inga samhällen i närheten.